# Laurens (Hérault)
Laurens település Franciaországban, Hérault megyében. Lakosainak száma 1794 fő (2022. január 1.). Laurens Autignac, Cabrerolles, Caussiniojouls, Faugères, Fouzilhon, Magalas és Roquessels községekkel határos.

## Népesség
A település népességének változása:
| Lakosok száma | 1047 | 1006 | 1009 | 1222 | 1552 | 1635 | 1702 | 1770 | 1776 | 1794 |
|               | 1968 | 1982 | 1990 | 2006 | 2013 | 2015 | 2017 | 2019 | 2020 | 2022 |